# A Ting
A Ting là một xã thuộc huyện Đông Giang, tỉnh Quảng Nam, Việt Nam.
Xã A Ting có diện tích 77,42 km², dân số năm 2019 là 2.465 người, mật độ dân số đạt 32 người/km².